# You Wenhui
You Wenhui (chinesisch 尤 文慧; * 20. Oktober 1979 in Shanghai) ist eine chinesische Beachvolleyballspielerin.

## Karriere
You Wenhui spielte 2000 in Dalian mit Xu Yun ihr erstes Open-Turnier der FIVB World Tour. Im folgenden Jahr trat sie mit Pan Wang Ye bei den Macau und Ōsaka Open an. 2002 bildete sie ein Duo mit Wang Lu. Beim ersten gemeinsamen Auftritt in Ōsaka wurden sie gleich Neunte. 2003 konnten sie dieses Ergebnis bei den Grand Slams in Berlin, Marseille und Klagenfurt wiederholen. Bei der Weltmeisterschaft in Rio de Janeiro erreichten sie als Gruppenzweite hinter den späteren Turniersiegerinnen Walsh/May aus den USA die erste KO-Runde, in der sie die Mexikanerinnen Gaxiola/García besiegten. Im Achtelfinale unterlagen sie schließlich im Tiebreak gegen die Titelverteidigerinnen Adriana Behar und Shelda Bede aus Brasilien. 2004 wurden You Wenhui und Wang Lu Neunte der Fortaleza Open und Vierte in Shanghai. Sie qualifizierten sich außerdem für die Olympischen Spiele in Athen. Dort verloren sie ihr erstes Spiel gegen das deutsche Duo Pohl/Rau und blieben auch in den beiden weiteren Partien sieglos, so dass sie als Gruppenletzte der Vorrunde ausschieden. Mit Ji Linjun gewann You Wenhui 2005 das Satellite-Turnier in Bangkok und hatte einige Top-Ten-Ergebnisse auf der US-amerikanischen AVP Tour. Später spielte You Wenhui noch zwei Open-Turniere mit Xue Chen.